# Sancho Jiménez, el Giboso
Sancho Jiménez, Sancho Jimeno o Sancho Ximeno (conocido con el sobrenombre de «El Giboso» por los cristianos y como Abū-Barda’a por los musulmanes) fue un militar cristiano de la península ibérica durante la Edad Media. 

## Biografía
Capitán de las milicias del concejo de Ávila, se caracterizó por sus continuos ataques y expediciones de saqueo en territorio musulmán. Sancho Jiménez participó en 25 batallas entre 1140 y su fallecimiento en 1173. Ibn Şāhib al-Salāh —cronista oficial almohade— dijo de él que «hizo beber a los musulmanes un amargo cáliz de sufrimientos», aunque de acuerdo a Torres Balbás el almohade también le calificó de «caudillo valeroso e incansable». Estas expediciones de saqueo de los diferentes concejos cristianos estaban dirigidas típicamente por los dirigentes locales y consistían en tropas no muy numerosas a caballo, que obtenían en caso de éxito, entre otras piezas de botín, piezas de ganado o esclavos. Ha sido considerado en cierto modo sucesor de Muño Alfonso, alcaide de Toledo que llegó a liderar a las milicias abulenses, fallecido en 1143.
Entre 1157 y 1158 un contingente liderado por el Giboso saqueó los alrededores de Sevilla. Murió a manos de las tropas almohades al ser derrotado en 1173 por una tropa del califa almohade capitaneada por Ġanim ben Muhammad y su hermano Hilăl en las proximidades de Caracuel a la vuelta de una razzia llevada a cabo en territorios controlados por Sevilla, en la que las milicias abulenses habían obtenido un botín de 50000 ovejas, 1200 vacas y 150 esclavos moros. Su cabeza fue enviada a Sevilla a continuación.